# Мерфи, Дэвид
Дэ́вид Пол Ме́рфи (англ. David Paul Murphy; 1 марта 1984, Хартлпул, Англия) — английский футболист, защитник.

## Карьера
Мерфи подписал в 2001 году свой первый профессиональный контракт с командой «Мидлсбро», чью футбольную школу прошёл в молодости, но не закрепился в клубе. Конец сезона 2003/04 он отыгрывал на правах аренды в течение двух месяцев в «Барнсли». Летом 2004 года Мёрфи переехал в Шотландию в клуб «Хиберниан».
За три с половиной сезона он сыграл 107 игр, выиграв с клубом в 2007 году Кубок шотландской лиги. Принимал участие в Кубке УЕФА 2005/06 в составе шотландцев, но его клуб был разгромлен «Днепром» из Днепропетровска со счётом 1:5, причём этот счёт был только во второй игре первого раунда.
В январе 2008 года перешёл в «Бирмингем Сити» за 1,5 миллиона фунтов стерлингов.